# Donaldson Company
Die Donaldson Company ist ein amerikanischer Filterhersteller mit Sitz in der Metropolregion Minneapolis–Saint Paul. Größter Kunde ist die Nutzfahrzeugindustrie.
2002 wurde die deutsche Ultrafilter übernommen. Damit besitzt die Donaldson Company Produktionsstandorte in Dülmen (Motorfilter) und Haan (Industriefilter).